# الشركة العامة لتوزيع كهرباء الجنوب
الشركة العامة لتوزيع كهرباء الجنوب هي إحدى تشكيلات وزارة الكهرباء العراقية، تأسست عام 1997م، هي المسؤولة عن توزيع الطاقة الكهربائية لمحافظات المنطقة الجنوبية (البصرة-ميسان-ذي قار-المثنى). يدير الشركة مدير عام أو من ينوب عنه من ذوي الخبرة والإختصاص ويحمل شهادة جامعية أولية على الأقل، وَيُعَيِّنُ مجلسُ الوزراءِ المديرَ. تتولى الشركة إستلام الطاقة الكهربائية من الشركة العامة لنقل الطاقة الكهربائية للمنطقة الجنوبية ومن ثم إدخالها إلى المحطات الثانوية الخاصة بالشركة وتوزيعها للمشتركين.
تهدف الشركة إلى المساهمة في دعم الاقتصاد الوطني في مجال إيصال الطاقة الكهربائية إلى المشتركين بجميع أصنافهم والسيطرة على المنظومة الكهربائية وجباية أجورها وبما يحقق أهداف خطط التنمية.

## الأنشطة
1. تشغيل وصيانة شبكات التوزيع الكهربائي ومحطات التحويل.
2. توليد الطاقة الكهربائية من محطات الديزل في المواقع غير المرتبطة بالشبكة الكهربائية.
3. إنشاء وتطوير وتوسيع شبكات توزيع الطاقة الكهربائية ومحطات التحويل.
4. شراء وإستيراد مستلزمات العمل وأية مواد تدخل ضمن إحتياجها.
5. جباية أجور إستهلاك الطاقة الكهربائية من المشتركين وفقًا للتسعيرة المحددة.[1]
6. اقامت الندوات التثقيفية في المعاهد والجامعات العراقية.[5]